# Romanus Pontifex
Romanus Pontifex fue una bula otorgada por el papa Nicolás V al rey Alfonso V de Portugal con fecha de 8 de enero de 1455.
Por este documento el papa reconoció al reino de Portugal (en concreto al rey Alfonso V, a sus sucesores y al infante Enrique):
- la propiedad exclusiva de todas las islas, tierras, puertos y mares conquistados en las regiones que se extienden "desde los cabos de Bojador y de Nam a través de toda Guinea y más allá hasta la orilla meridional".[nota 1]
- el derecho a continuar sus conquistas contra musulmanes y paganos[nota 2] en esos territorios.
- el derecho a comerciar con los habitantes de esos territorios, conquistados y por conquistar, salvo por los productos tradicionalmente prohibidos a los infieles: herramientas de hierro, madera para construcción, cuerdas, barcos y armaduras.

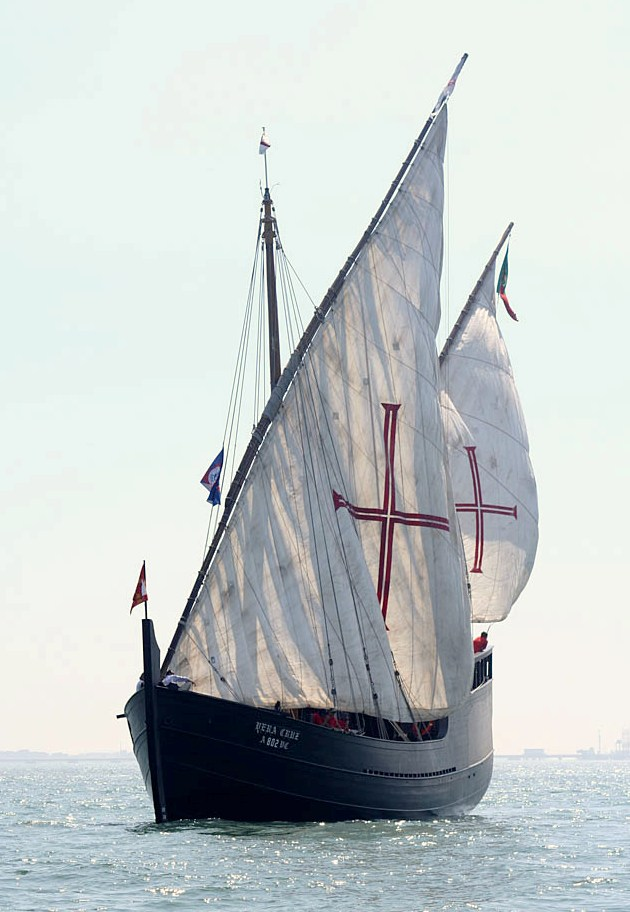
Reconstrucción actual de una carabela portuguesa del.

Esta bula fue confirmada por el siguiente papa Calixto III en 1456 (bula Inter caetera) y por Sixto IV en 1481 (bula Aeterni regis).
Este documento recoge también el relato oficial de la Corona de Portugal de sus descubrimientos por el Mar Océano en la primera mitad del siglo XV.
Comienza mencionando la conquista de Ceuta por el rey Juan, tras la cual el infante Enrique guerreó contra infieles, pobló algunas islas deshabitadas y convirtió al cristianismo a algunos habitantes de otras islas. A continuación afirma que los portugueses siguieron navegando casi todos los años en sus carabelas en expediciones hacia "las orillas del sur y del este", por territorios en los que no se había navegado nunca o al menos no recientemente, en busca de "los Indios de los que se dice que adoran el nombre de Cristo". También menciona el objetivo de subyugar y convertir al cristianismo a los pueblos paganos no islamizados que se encontraban sobre la ruta.
Según la bula, al cabo de un tiempo los portugueses llegaron a Guinea, donde se apoderaron de algunas islas y puertos y descubrieron la desembocadura de un gran río. Guerrearon durante años contra los habitantes de la región hasta que pudieron someter varias islas cercanas. De allí trajeron a Portugal esclavos "guineanos y otros negros", algunos capturados por la fuerza y otros "mediante comercio lícito". Finalmente, el rey de Portugal y el Infante se otorgaron el monopolio del comercio en toda la región, otorgando licencias para comerciar o para pescar a cambio del pago de un impuesto.
Algunos estudiosos han sostenido que la base de la «doctrina del descubrimiento» se encuentra en documentos papales como Romanus Pontifex, o en las bulas Dum Diversas (1452) o Inter Caetera (1493). Pero la Iglesia católica ha rechazado que la llamada doctrina del descubrimiento forme parte de la enseñanza católica. En una nota conjunta del Dicasterio para la Cultura y la Educación y el Dicasterio para el Servicio del Desarrollo Humano Integral, publicada en 2023, se afirmó que tales documentos papales fueron escritos en un período histórico específico, que estaban más bien relacionados con cuestiones políticas, y que no llegaron a estar considerados expresiones de la fe católica. Esas bulas, que la misma Iglesia reconoce que «no reflejaban adecuadamente la igual dignidad y los derechos de los pueblos indígenas», habrían sido manipuladas «para fines políticos por las potencias coloniales que competían entre sí, para justificar actos inmorales contra las poblaciones indígenas». La nota recuerda que el magisterio de la Iglesia sostiene el respeto debido a cada ser humano, por lo que repudia la llamada doctrina del descubrimiento.

## Texto original
- El manuscrito original de la bula promulgada se encuentra en los Archivos Nacionales de Lisboa, así como dos executoria que contienen el texto de la bula.